# Río Frío, Región de Antofagasta
Río Frío är ett vattendrag  i Chile.   Det ligger i regionen Región de Antofagasta, i den norra delen av landet, 1 000 km norr om huvudstaden Santiago de Chile.
Omgivningen kring Río Frío är ofruktbar med liten eller ingen växtlighet och området är glesbefolkat, med 12 invånare per kvadratkilometer.